# Supervisor de los tesoros
El supervisor de los tesoros o guardián de los tesoros, también supervisor de los dos tesoros o guardián de los dos tesoros (ímí-r prwy ḥḏ) fue un alto oficial del Antiguo Egipto, presente en el imperio Antiguo y el imperio Nuevo. 
| m | r | pr · HD | pr · HD |

| m | r | pr · HD | pr · HD |

El título está atestiguado por primera vez durante la dinastía IV. El poseedor más antiguo del título data de principios de la IV dinastía y se llamaba Pehernefer. 
El Tesoro era el lugar del palacio real donde se almacenaban los materiales preciosos, como objetos de metal, pero también lino, vino y quizás, aceite. Por tanto, el supervisor de los tesoros era básicamente responsable de administrar los recursos del país. Muchos poseedores del título durante el imperio Antiguo también eran chatys y, por tanto, ocupaban dos de los cargos estatales más importantes.
El título no es común en el imperio Medio, perdiendo su importancia y sus funciones fueron asumidas por el supervisor del tesoro (ímí-r3-ḫtmt), pero es en el imperio Nuevo cuando recuperó su importancia, siendo uno de los más importantes en la corte real. En esta época, destacan los nombres de Maya, que organizó el entierro de Tutankamón o Tia, cuñado de Ramsés II.
El título también está atestiguado en la Baja Época. La escritura del título varía entre 'supervisor del tesoro' (ímy-r pr ḥḏ) y 'supervisor de los dos tesoros' (ímy-r prwy ḥḏ), aunque no siempre está claro si esto está relacionado con diferentes funciones.